# 山口元気
山口 元気（やまぐち げんき、1970年4月25日 - ）は、日本の男性キックボクサー。神奈川県出身。有限会社クロスポイント代表。2010年12月まで打撃アマチュア大会KAMINARIMONの責任者であった。学習院大学中退及び立教大学卒業。第8代MA日本フェザー級王者。第11代MA日本フライ級王者。KNOCK OUTプロデューサー。通称「黄金の左ミドル」。

## 来歴
学習院初等科・学習院中等科卒業し学習院高等科1年でシーザージムに入門。高校卒業後は山木ジムに入門。
1995年6月2日、MA日本キックボクシング連盟フライ級王座を獲得。
1998年12月26日、同フェザー級王座を獲得して2階級制覇に成功。
2000年5月26日、MA日本キックボクシング連盟「COMBAT-2000」55kg級トーナメント準決勝で山本ノボルに判定勝ちするも膝靭帯損傷および拳骨折により決勝を辞退。
2003年2月23日、伊藤隆とともにR.I.S.E.を立ち上げた。
2004年11月28日、IKUSA 6で4年9か月ぶりに復帰し、ティージクン・ヨシダに判定勝ち。この試合の対戦相手は公募された。
2010年1月23日、M-1 MC株式会社とクロスポイントによる合同興行「REBELS」を旗揚げ。7月19日の第3回大会からは山口が代表を務めるREBELSプロモーション（REBELS実行委員会）主催となった。
2019年5月20日に小野寺力の後任としてKNOCK OUTのプロデューサーに就任した。
2023年、日本キックボクシングリーグ機構の発起人の一人に。

## 獲得タイトル
- 第8代MA日本フライ級王座
- 第11代MA日本フェザー級王座

## DVD
- キックボクシング完全教則 入門篇（2003年9月19日）
- キックボクシング完全教則 中級篇（2003年10月18日）
- キックボクシング完全教則 上級篇（2003年11月18日）